# Nádor Tibor
Nádor Tibor (Budapest, 1967. augusztus 28. –) Palládium-díjas képzőművész.

## Élete
1984 és 1989 között Szlávik Lajosnál tanult festészetet. 1994-ben diplomázott a Magyar Képzőművészeti Főiskola festő szakán, Gerzson Pál osztályában. 1994-ben fél évet töltött Genfben a Sammuel Buffat Alapítvány ösztöndíjával.
2000-2017 között a MOME oktatója volt, a Tárgyalkotó Tanszéken mint alakrajz tanár. 1995-től tagja, majd 2005-től vezetőségi tagja az Artus kortárs művészeti stúdiónak.
Előadóként több alkalommal szerepelt az Artus előadásain, a KakasKakasKakas című, 2009-ben bemutatott darabban, valamint a Kérész Művek előadásain.
Képzőművészeti tevékenysége mellett sportolói múltja is van. 
Többszörös junior magyar síugró bajnok, 1983-84-ben a magyar síugró válogatott tagja volt, a Síugró Világkupában versenyzett. 1984-ben a németországi Willingenben megrendezett Európa Kupa versenyen (ma Continental Cup) normál sáncon 11., nagy sáncon 7. helyezést ért el.
Felesége Viszoki Ágnes, gyermekei Sára és Berta. 

## Művészete
Festészete alapvetően absztrakt, de mindig és hangsúlyosan valamilyen konkrét látványból indul ki. Eddigi életműve témái alapján osztható korszakokra, kategóriákra.
A kilencvenes években kezdte Szobamozi című szénsorozatát. Itt a szobabelsőbe beszűrődő fények és a falra vetülő árnyékok jelennek meg először szénfestményeken, majd a rá összetéveszthetetlenül jellemző vegyes technikájú, nagy méretű képeken először 1998–2001 között. A Szobamozi-sorozathoz kapcsolódnak a műterembelsőket megjelenítő képei is.
Már a Szobamozi sorozat által tematizált időszakban, és előtte is mindig érdekelte a táj, a nyári művésztelepeken Nagykátán, Tápióbicskén és Pilismaróton is készültek szénrajzai a szabadban. 2002 óta azonban egyre hangsúlyosabbá válik ez a vonulat művészetében. Tájképeinek alapját, motívumait mindig valóságos erdők, mezők, ligetek jelentik az ország legkülönbözőbb területein. Az Aggteleki-karszt (Bódvaszilas), a Balaton-felvidék (Szent-György-hegy), Nógrád (Szilaspogony) a 2000-es években és a 20010-es évek elején, majd 2015-től Vértestolna, Szentandráspuszta tájai ihlették műveit. „A többféleképpen értelmezhető, tereptárgyakká összeálló foltok, szétfolyó festékpatakok, vonalak irizáló felületeket eredményeznek, de az összhatás mégis letisztult, nyugodt. A festői megoldások és eszközök bravúros felvonultatásán túl ezekben a realisztikus, mégis szimbolikusnak tekinthető tájakban Nádor Tibor önmaga panteisztikus feloldódását is megjeleníti. Nem is annyira a természettel, a tájjal, sokkal inkább annak atmoszférájával lényegül eggyé.” (Szeifert Judit)
2019-től táj alapú, természeti látványokból inspirált képei vonatkozásában bevezette művészetében a képtáj fogalmát. 

## Kiállításai
Egyéni kiállítások
- 2020 Képtáj, Esernyős Galéria, Budapest
- 2019 Négy Képtáj, Tér Galéria, Budapest
- 2017 Artus Galéria, Budapest
- 2016 Falplasztikon. Elfektetett fák lázadása, Jurányi Produkciós Ház, Souterain Galéria, Budapest
- 2013 Artus Galéria, Budapest
- 2011 Föld szobrok Bakonyság, Bakonysági Alkalom Kulturális Fesztivál
- 2008 Aulich Art Galéria, Budapest
- 2006 Artus Galéria, Budapest
- 2002 Ateliers Pro Arts, A.P.A., Budapest (Erős Ágost Koppány szobrásszal)
- 2002 Artus Galéria, Budapest
- 1999 Caola Artus Galéria, Budapest

Csoportos kiállítások (válogatás)
- 2021 Akvarell Triennálé, Eger
- 2021 Artus lakók kiállítása, Pécs, Nádor Galéria
- 2019 Szent András Kastély, Szentandráspuszta. Ernestine Faux, Lally Johne, Imi Mora és Nádor Tibor kiállítása
- 2019 Nézetháló. Artus-lakók kiállítása, Kapcsolótér, Artus Stúdió
- 2018 Széphárom Közösségi Tér, Közös tér – Fischer Balázs, Krajcsovics Éva és Nádor Tibor kiállítása
- 2004 A magyar festészet napja, Millenáris Park
- 2004 A töredék metaforái, Budapest, Vigadó Galéria
- 2003 Belső táj, Budapest, Vigadó Galéria
- 2001 Dialógus. Festészet az ezredfordulón. Budapest, Műcsarnok
- 1998 Őszi tárlat, Hódmezővásárhely
- 1998 "Apokalipszis" művészeti fesztivál, Budapest
- 1997 Magyar Szalon, Műcsarnok

## Vélemények róla
„A te egyik erőd, úgy érzem az, hogy a színek és a fény viszonyát az anyaggal jól megértetted. Erről beszélnek a vértesi és tolnai tájaid is. Bár a külső formákat alig érzékelteted, képeid sűrűségéből kisugárzik a fény. Megtanítod szemünket a színeken keresztül a fények látására.” (Hollán Sándor, grafikus, festő)
„Nádor Tibor valami olyan viszonyt alakít ki festészetében a természettel, a tájjal, ami maradék reményhez adódik, ami a helyrehozhatatlan, a visszafordíthatatlanul pusztító hatású viszonynélküliségünkkel szemben képes fellépni.” (Pörczi Zsuzsa, filozófus)